# Coppa del Mondo di sci di fondo 1998
La Coppa del Mondo di sci di fondo 1998 fu la diciassettesima edizione della manifestazione organizzata dalla Federazione Internazionale Sci; ebbe inizio il 22 novembre 1997 a Beitostølen, in Norvegia, e si concluse il 15 marzo 1998 a Oslo, ancora in Norvegia. Nel corso della stagione si tennero a Nagano i XVIII Giochi olimpici invernali, non validi ai fini della Coppa, il cui calendario contemplò dunque un'interruzione nel mese di febbraio.
In campo maschile furono disputate 12 gare individuali (6 a tecnica classica, 5 a tecnica libera, 1 sprint) e 5 a squadre (4 staffette, 1 sprint a squadre), in 10 diverse località. Il norvegese Thomas Alsgaard si aggiudicò sia la coppa di cristallo, il trofeo assegnato al vincitore della classifica generale, sia Coppa di lunga distanza, sia Coppa di sprint. Bjørn Dæhlie era il detentore uscente della Coppa generale.
In campo femminile furono disputate 12 gare individuali (5 a tecnica classica, 6 a tecnica libera, 1 sprint) e 5 a squadre (4 staffette, 1 sprint a squadre), in 10 diverse località. La russa Larisa Lazutina si aggiudicò sia la coppa di cristallo, sia la Coppa di lunga distanza; la norvegese Bente Skari vinse la Coppa di sprint. Elena Välbe era la detentrice uscente della Coppa generale.
Per la prima volta venne disputata anche una gara a squadre mista (staffetta 2x5 km + 2x10 km).

## Uomini

### Risultati
| Data             | Località                | Nazione   | Spec.               | Primo                                                                    | Secondo                                                                 | Terzo                                                                        |
| ---------------- | ----------------------- | --------- | ------------------- | ------------------------------------------------------------------------ | ----------------------------------------------------------------------- | ---------------------------------------------------------------------------- |
| 22 novembre 1997 | Beitostølen             | Norvegia  | 10 km TC            | Bjørn Dæhlie                                                             | Vladimir Smirnov                                                        | Erling Jevne                                                                 |
| 23 novembre 1997 | Beitostølen             | Norvegia  | 4x10 km             | dati non disponibili                                                     | dati non disponibili                                                    | dati non disponibili                                                         |
| 7 dicembre 1997  | Santa Caterina Valfurva | Italia    | 4x10 km             | Russia Maksim Pičugin Vladimir Legotin Aleksej Prokurorov Sergej Čepikov | Italia II Fabio Maj Silvio Fauner Pietro Piller Cottrer Roberto De Zolt | Svezia Anders Bergström Per Elofsson Torgny Mogren Henrik Forsberg           |
| 10 dicembre 1997 | Milano                  | Italia    | SP TL               | Ari Palolahti                                                            | Thobias Fredriksson                                                     | Christian Hoffmann                                                           |
| 13 dicembre 1997 | Val di Fiemme           | Italia    | 10 km TC            | Bjørn Dæhlie                                                             | Sture Sivertsen                                                         | Vladimir Smirnov                                                             |
| 14 dicembre 1997 | Val di Fiemme           | Italia    | 15 km TL            | Bjørn Dæhlie                                                             | Thomas Alsgaard                                                         | Michail Botvinov                                                             |
| 16 dicembre 1997 | Val di Fiemme           | Italia    | 15 km TL            | Fulvio Valbusa                                                           | Thomas Alsgaard                                                         | Bjørn Dæhlie                                                                 |
| 20 dicembre 1997 | Davos                   | Svizzera  | 30 km TC            | Bjørn Dæhlie                                                             | Thomas Alsgaard                                                         | Erling Jevne                                                                 |
| 3 gennaio 1998   | Kavgolovo               | Russia    | 30 km TL            | Mika Myllylä                                                             | Thomas Alsgaard                                                         | Fabio Maj                                                                    |
| 8 gennaio 1998   | Ramsau am Dachstein     | Austria   | 15 km TC            | Thomas Alsgaard                                                          | Mika Myllylä                                                            | Jari Isometsä                                                                |
| 10 gennaio 1998  | Ramsau am Dachstein     | Austria   | 30 km TL            | Thomas Alsgaard                                                          | Silvio Fauner                                                           | Michail Botvinov                                                             |
| 11 gennaio 1998  | Ramsau am Dachstein     | Austria   | 4x10 km             | dati non disponibili                                                     | dati non disponibili                                                    | dati non disponibili                                                         |
| 7 marzo 1998     | Lahti                   | Finlandia | 30 km TC            | Vladimir Smirnov                                                         | Thomas Alsgaard                                                         | Frode Estil                                                                  |
| 11 marzo 1998    | Lahti                   | Finlandia | 4x10 km             | Finlandia I Harri Kirvesniemi Mika Myllylä Sami Repo Jari Isometsä       | Norvegia Frode Estil Sture Sivertsen Anders Eide Thomas Alsgaard        | Russia I Vladimir Legotin Aleksej Prokurorov Andrej Nutrichin Sergej Čepikov |
| 11 marzo 1998    | Falun                   | Svezia    | 10 km TL            | Thomas Alsgaard                                                          | Michail Botvinov                                                        | Per Elofsson                                                                 |
| 12 marzo 1998    | Falun                   | Svezia    | TS TL               | dati non disponibili                                                     | dati non disponibili                                                    | dati non disponibili                                                         |
| 14 marzo 1998    | Oslo                    | Norvegia  | 50 km TC            | Aleksej Prokurorov                                                       | Odd-Bjørn Hjelmeset                                                     | Bjørn Dæhlie                                                                 |
| 15 marzo 1998    | Oslo                    | Norvegia  | MX 2x5 km + 2x10 km | dati non disponibili                                                     | dati non disponibili                                                    | dati non disponibili                                                         |

Legenda:

TC = tecnica classica

TL = tecnica libera

SP = sprint

TS = sprint a squadre

MX = staffetta mista

### Classifiche

#### Generale
| Pos. | Nome                | Nazione    | Punti |
| ---- | ------------------- | ---------- | ----- |
| 1    | Thomas Alsgaard     | Norvegia   | 790   |
| 2    | Bjørn Dæhlie        | Norvegia   | 678   |
| 3    | Vladimir Smirnov    | Kazakistan | 431   |
| 4    | Michail Botvinov    | Austria    | 330   |
| 5    | Jari Isometsä       | Finlandia  | 316   |
| 6    | Fulvio Valbusa      | Italia     | 310   |
| 7    | Mika Myllylä        | Finlandia  | 308   |
| 8    | Erling Jevne        | Norvegia   | 292   |
| 9    | Silvio Fauner       | Italia     | 273   |
| 10   | Mathias Fredriksson | Svezia     | 268   |

#### Lunga distanza
| Pos. | Nome             | Nazione    | Punti |
| ---- | ---------------- | ---------- | ----- |
| 1    | Thomas Alsgaard  | Norvegia   | 351   |
| 2    | Bjørn Dæhlie     | Norvegia   | 196   |
| 2    | Mika Myllylä     | Finlandia  | 196   |
| 4    | Vladimir Smirnov | Kazakistan | 184   |
| 5    | Jari Isometsä    | Finlandia  | 176   |

#### Sprint
| Pos. | Nome             | Nazione    | Punti |
| ---- | ---------------- | ---------- | ----- |
| 1    | Thomas Alsgaard  | Norvegia   | 486   |
| 2    | Bjørn Dæhlie     | Norvegia   | 482   |
| 3    | Vladimir Smirnov | Kazakistan | 247   |
| 4    | Michail Botvinov | Austria    | 230   |
| 5    | Fulvio Valbusa   | Italia     | 226   |

## Donne

### Risultati
| Data             | Località                | Nazione   | Spec.               | Prima                                                                  | Seconda                                                                        | Terza                                                                           |
| ---------------- | ----------------------- | --------- | ------------------- | ---------------------------------------------------------------------- | ------------------------------------------------------------------------------ | ------------------------------------------------------------------------------- |
| 22 novembre 1997 | Beitostølen             | Norvegia  | 5 km TC             | Larisa Lazutina                                                        | Bente Skari                                                                    | Kateřina Neumannová                                                             |
| 23 novembre 1997 | Beitostølen             | Norvegia  | 4x5 km              | dati non disponibili                                                   | dati non disponibili                                                           | dati non disponibili                                                            |
| 7 dicembre 1997  | Santa Caterina Valfurva | Italia    | 4x5 km              | Russia I Elena Välbe Julija Čepalova Larisa Lazutina Ol'ga Danilova    | Russia II Natal'ja Baranova Ol'ga Zav'jalova Svetlana Nagejkina Nina Gavryljuk | Italia Gabriella Paruzzi Karin Moroder Sabina Valbusa Stefania Belmondo         |
| 10 dicembre 1997 | Milano                  | Italia    | SP TL               | Bente Skari                                                            | Trude Dybendahl                                                                | Anita Moen                                                                      |
| 13 dicembre 1997 | Val di Fiemme           | Italia    | 5 km TC             | Bente Skari                                                            | Anita Moen                                                                     | Larisa Lazutina                                                                 |
| 14 dicembre 1997 | Val di Fiemme           | Italia    | 4x5 km              | Russia I Svetlana Nagejkina Elena Välbe Larisa Lazutina Ol'ga Danilova | Italia I Gabriella Paruzzi Manuela Di Centa Sabina Valbusa Stefania Belmondo   | Russia II Natal'ja Baranova Ol'ga Zav'jalova Julija Čepalova Nina Gavryljuk     |
| 16 dicembre 1997 | Val di Fiemme           | Italia    | 15 km TL            | Larisa Lazutina                                                        | Sabina Valbusa                                                                 | Stefania Belmondo                                                               |
| 20 dicembre 1997 | Davos                   | Svizzera  | 15 km TC            | Elena Välbe                                                            | Svetlana Nagejkina                                                             | Anita Moen                                                                      |
| 3 gennaio 1998   | Kavgolovo               | Russia    | 10 km TL            | Julija Čepalova                                                        | Stefania Belmondo                                                              | Larisa Lazutina                                                                 |
| 8 gennaio 1998   | Ramsau am Dachstein     | Austria   | 10 km TC            | Marit Mikkelsplass                                                     | Bente Skari                                                                    | Kateřina Neumannová                                                             |
| 9 gennaio 1998   | Ramsau am Dachstein     | Austria   | 5 km TL             | Bente Skari                                                            | Larisa Lazutina                                                                | Kateřina Neumannová                                                             |
| 11 gennaio 1998  | Ramsau am Dachstein     | Austria   | 10 km TL            | Stefania Belmondo                                                      | Larisa Lazutina                                                                | Marit Mikkelsplass                                                              |
| 7 marzo 1998     | Lahti                   | Finlandia | 15 km TL            | Stefania Belmondo                                                      | Larisa Lazutina                                                                | Svetlana Nagejkina                                                              |
| 8 marzo 1998     | Lahti                   | Finlandia | 4x5 km              | Russia I Ol'ga Danilova Larisa Lazutina Nina Gavryljuk Julija Čepalova | Norvegia Bente Skari Marit Mikkelsplass Elin Nilsen Trude Dybendahl            | Russia II Svetlana Nagejkina Natal'ja Baranova Ol'ga Zav'jalova Irina Skladneva |
| 11 marzo 1998    | Falun                   | Svezia    | 5 km TL             | Larisa Lazutina                                                        | Stefania Belmondo                                                              | Julija Čepalova                                                                 |
| 12 marzo 1998    | Falun                   | Svezia    | TS TL               | dati non disponibili                                                   | dati non disponibili                                                           | dati non disponibili                                                            |
| 14 marzo 1998    | Oslo                    | Norvegia  | 30 km TC            | Larisa Lazutina                                                        | Svetlana Nagejkina                                                             | Anita Moen                                                                      |
| 15 marzo 1998    | Oslo                    | Norvegia  | MX 2x5 km + 2x10 km | dati non disponibili                                                   | dati non disponibili                                                           | dati non disponibili                                                            |

Legenda:

TC = tecnica classica

TL = tecnica libera

SP = sprint

TS = sprint a squadre

MX = staffetta mista

### Classifiche

#### Generale
| Pos. | Nome                    | Nazione  | Punti |
| ---- | ----------------------- | -------- | ----- |
| 1    | Larisa Lazutina         | Russia   | 773   |
| 2    | Bente Skari             | Norvegia | 625   |
| 3    | Stefania Belmondo       | Italia   | 544   |
| 4    | Anita Moen              | Norvegia | 462   |
| 5    | Marit Mikkelsplass      | Norvegia | 416   |
| 6    | ?                       | ?        | ?     |
| 7    | Ol'ga Danilova          | Russia   | 363   |
| 8    | Trude Dybendahl         | Norvegia | 333   |
| 9    | Iryna Taranenko-Terelja | Ucraina  | 329   |
| 10   | Julija Čepalova         | Russia   | 314   |

#### Lunga distanza
| Pos. | Nome               | Nazione  | Punti |
| ---- | ------------------ | -------- | ----- |
| 1    | Larisa Lazutina    | Russia   | 293   |
| 2    | Stefania Belmondo  | Italia   | 208   |
| 3    | Ol'ga Danilova     | Russia   | 164   |
| 4    | Elena Välbe        | Russia   | 136   |
| 5    | Marit Mikkelsplass | Norvegia | 135   |

#### Sprint
| Pos. | Nome               | Nazione  | Punti |
| ---- | ------------------ | -------- | ----- |
| 1    | Bente Skari        | Norvegia | 525   |
| 2    | Larisa Lazutina    | Russia   | 480   |
| 3    | Stefania Belmondo  | Italia   | 355   |
| 4    | Anita Moen         | Norvegia | 336   |
| 5    | Marit Mikkelsplass | Norvegia | 281   |